# Crime sur Mégahertz
Pour plus de détails, voir Fiche technique et Distribution.
Crime sur Mégahertz est un épisode des cinq dernières minutes réalisé par Johannick Desclers, d’après un scénario de Jean-Pierre Amette.

## Synopsis
Après le meurtre d’une animatrice de radio, le commissaire Cabrol enquête dans les couloirs des radios libres...

## Fiche technique
Source : IMDb, sauf mention contraire
- Scénario :  Jean-Pierre Amette
- Réalisateur :  Johannick Desclercs
- Musique :  Marc Lanjean
- Sociétés de production : ORTF et Antenne 2
- Format : Couleur
- Création :  France
- Genre : Policier
- Durée : 1h30'
- Date de première diffusion : 1985

## Distribution
- Jacques Debary :  Commissaire Cabrol
- Marc Eyraud : L’inspecteur Ménardeau
- Roland Bertin :  Raoul Meinhart
- Florence Giorgetti : Nina Meinhart
- Michel Boujenah : Luc Henno
- François Gamard
- Bernard Pinet
- Christian Rauth
- Annie Noël